# Ruega por ella

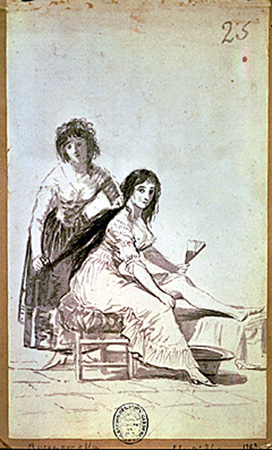

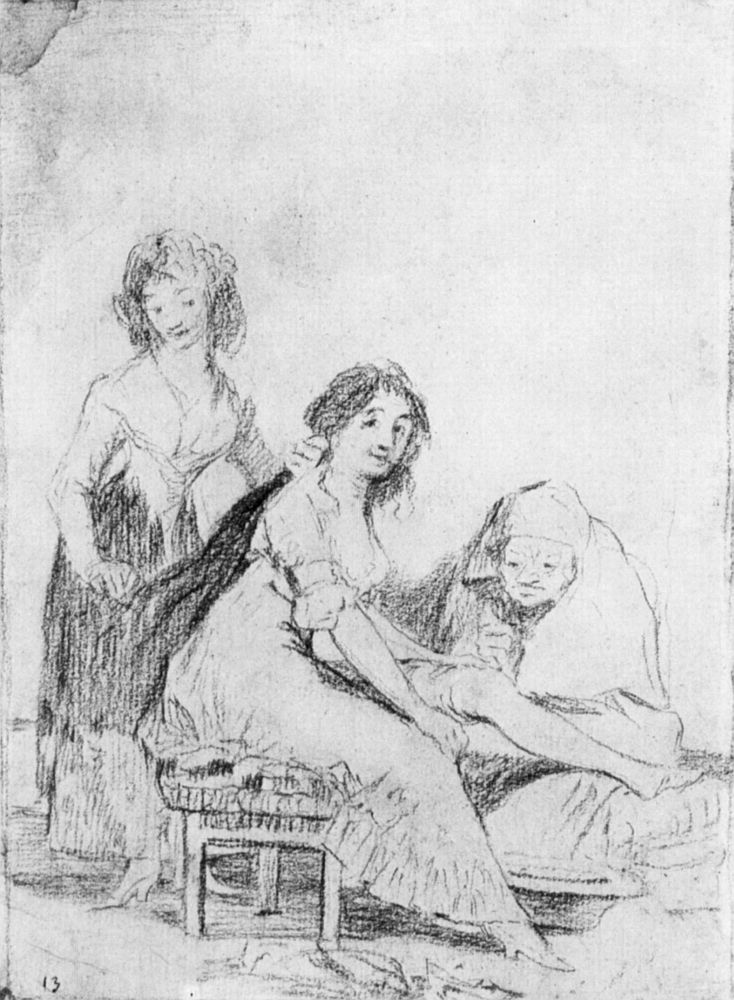

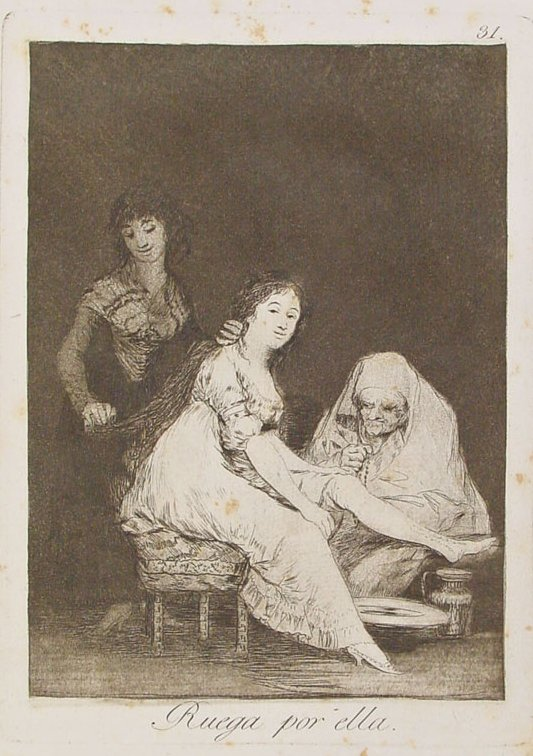

El aguafuerte Ruega por ella es un grabado de la serie Los Caprichos del pintor español Francisco de Goya. Está numerado con el número 31 en la serie de 80 estampas. Se publicó en 1799.

## Interpretaciones de la estampa
Existen varios manuscritos contemporáneos que explican las láminas de los Caprichos. El que se encuentra en el Museo del Prado se tiene como autógrafo de Goya, pero parece más bien despistar y buscar un significado moralizante que encubra significados más arriesgados para el autor. Otros dos, el que perteneció a Ayala y el que se encuentra en la Biblioteca Nacional, realzan la parte más escabrosa de las láminas.
- Explicación de esta estampa del manuscrito del Museo del Prado: Y hace muy bien para que Dios la dé fortuna y la libre del mal y de cirujanos y alguaciles y llegue a ser tan diestra, tan despejada y tan para todos como su madre, que en gloria esté.[2]
- Manuscrito de Ayala: Una madre, que llega a ser alcagüeta de su hija, ruega a Dios que la dé fortuna y la libre de todo mal de cirujanos y alguaciles.[2]
- Manuscrito de la Biblioteca Nacional: Mientras se aderezan y visten las putas, rezan las alcahuetas para que Dios las de mucha fortuna, y las enseñan ciertas lecciones.[2]